# Слуньчиця (Слунь)
45°04′ пн. ш. 15°35′ сх. д. / 45.07° пн. ш. 15.58° сх. д.
Слуньчиця (хорв. Slunjčica) — населений пункт у Хорватії, в Карловацькій жупанії у складі міста Слунь.

## Населення
Населення за даними перепису 2011 року становило 7 осіб.
Динаміка чисельності населення поселення: